# Allium nevii
Allium nevii — трав'яниста рослина родини амарилісових, ендемік штатів Орегон і Вашингтон, США.

## Опис
Цибулин 1–5+, яйцюваті, 1–2 × 1–2 см; зовнішні оболонки містять 1 або більше цибулин, світло-коричневі, перетинчасті; внутрішні оболонки білі або рожеві. Листки, як правило, стійкі, 2; листові пластини плоскі або ± жолобчасті, 12–25 см × 2–3 мм, краї цілі. Стеблина стійка, 1–3, прямостійна, циліндрична або дещо сплющена, двокутна, 15–30 см × 1–3 мм. Зонтик стійкий, прямостійний, компактний, 10–30-квітковий, півсферичний, цибулинки невідомі. Квіти від дзвоникуватих до субзірчастих, 6–8 мм; листочки оцвітини розлогі, трояндового забарвлення, ланцетні, ± рівні, краї цілі, верхівка загострена. Пиляки синьо-сірі; пилок світло-блакитного або сірого забарвлення. Насіннєвий покрив тьмяний. Число хромосом 2n = 14.
Період цвітіння: травень — липень.

## Поширення
Ендемік штатів Орегон і Вашингтон, США.
Населяє важкі, кам'янисті ґрунти, вологі луки або вздовж струмків; 30–1900 м.